# Барон Оранмор и Браун
Барон Оранмор и Браун (англ. Baron Oranmore and Browne) — наследственный титул для дворянских родов из замка Каррабраун в графстве Голуэй и замка Макгарретт в графстве Мейо в системе Пэрства Ирландии.

## История
Титул барона Оранмора и Брауна был создан 4 мая 1836 года для Доминика Брауна (1787—1860), который ранее в лице графстве Мейо в Палате общин (1814—1826, 1830—1836). Его сын, Джеффри Доминик Фредерик Огастес Гатри-Браун, 2-й барон Оранмор и Браун (1819—1900), заседал в Палате лордов Великобритании в качестве ирландского пэра-представителя (1869—1900). Лорд Оранмор и Браун принял фамилию «Гатри» в 1859 году после брака с Кристиной Гатри. Его преемником стал его сын, Джеффри Генри Браун, 3-й барон Оранмор и Браун (1861—1927). Он был ирландским пэром-представителем в Палате лордов в 1902—1926 годах и членом недолговечного Сената Южной Ирландии. 19 июня 1926 года для него был создан титул барона Мереворта из Мереворт-Касла в графстве Кент (Пэрство Соединённого королевства). Этот титул давал ему и его потомкам автоматическое место в Палате лордов до принятия Акта Палаты лордов 1999 года. После его смерти в 1927 году титул унаследовал его сын, Доминик Джеффри Эдвард Браун, 4-й барон Оранмор и Браун (1901—2002). Его третьей женой стала актриса Сэлли Грэй (1916—2006). Лорд Оранмор и Браун скончался в августе 2002 года, в возрасте 100 лет и 291 дня. Он был третьим старейшим пэром в истории Великобритании. По состоянию на 2014 год носителем титула являлся его сын, Доминик Джеффри Томас Браун, 5-й барон Оранмор и Браун (род. 1929), который стал преемником своего отца в 2002 году.

## Бароны Оранмор и Браун (1836)
- 1836—1860: Доминик Браун, 1-й барон Оранмор и Браун[англ.] (28 мая 1787 — 30 января 1860), старший сын полковника Доминика Джеффри Брауна (1755—1826)[1]
- 1860—1900: Джеффри Доминик Фредерик Огастес Гатри-Браун, 2-й барон Оранмор и Браун (8 июня 1819 — 15 ноября 1900), старший сын предыдущего[2]
- 1900—1927: Джеффри Генри Браун, 3-й барон Оранмор и Браун, 1-й барон Мереворт[англ.] (8 января 1861 — 30 июня 1927), единственный сын предыдущего[3]
- 1927—2002: Доминик Джеффри Эдвард Браун, 4-й барон Оранмор и Браун, 2-й барон Мереворт[англ.] (21 октября 1901 — 7 августа 2002), старший сын предыдущего[4]
- 2002 — настоящее время: Доминик Джеффри Томас Браун, 5-й барон Оранмор и Браун, 3-й барон Мереворт (род. 1 июля 1929), старший сын предыдущего от первого брака[5]
  - Наследник титула: Шон Доминик Браун (род. 22 января 1964), единственный сын достопочтенного Мартина Майкла Доминика Брауна (1931—2013), племянник предыдущего[6]
    - Наследник наследника: Хьюго Доминик Браун (род. 27 июня 1997), старший сын предыдущего[7].